# Pedralba
Pedralba ist eine Gemeinde (municipio) mit 3.124 Einwohnern (Stand: 2024) in der spanischen Provinz Valencia. Sie befindet sich in der Comarca Los Serranos.

## Geografie
Pedralba liegt etwa 28 Kilometer westnordwestlich vom Stadtzentrum Valencias in einer Höhe von ca. 160 m am Río Turia.

## Demografie
| 1900 | 1910 | 1920 | 1930 | 1940 | 1950 | 1960 | 1970 | 1981 | 1991 | 2001 | 2011 | 2021 |
| ---- | ---- | ---- | ---- | ---- | ---- | ---- | ---- | ---- | ---- | ---- | ---- | ---- |
| 2983 | 2967 | 2722 | 2555 | 2565 | 2572 | 2276 | 2155 | 2033 | 2002 | 2190 | 3011 | 2852 |

## Sehenswürdigkeiten
- Kirche der Unbefleckten Empfängnis (Iglesia de Inmaculada Concepción de la Virgen)
- Marienkapelle (Ermita de la Virgen de Luján)
- Rathaus

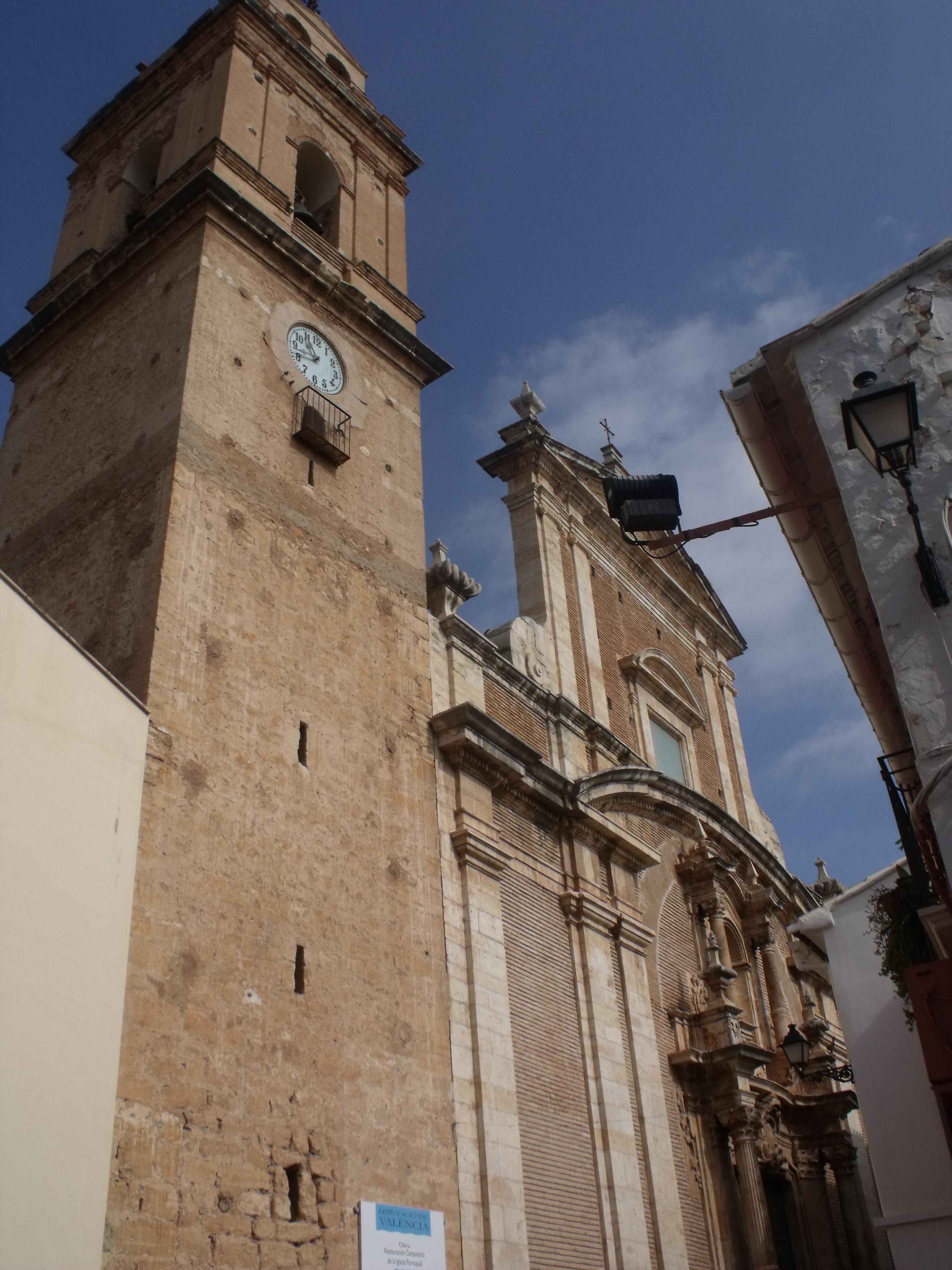
Kirche der unbefleckten Empfängnis
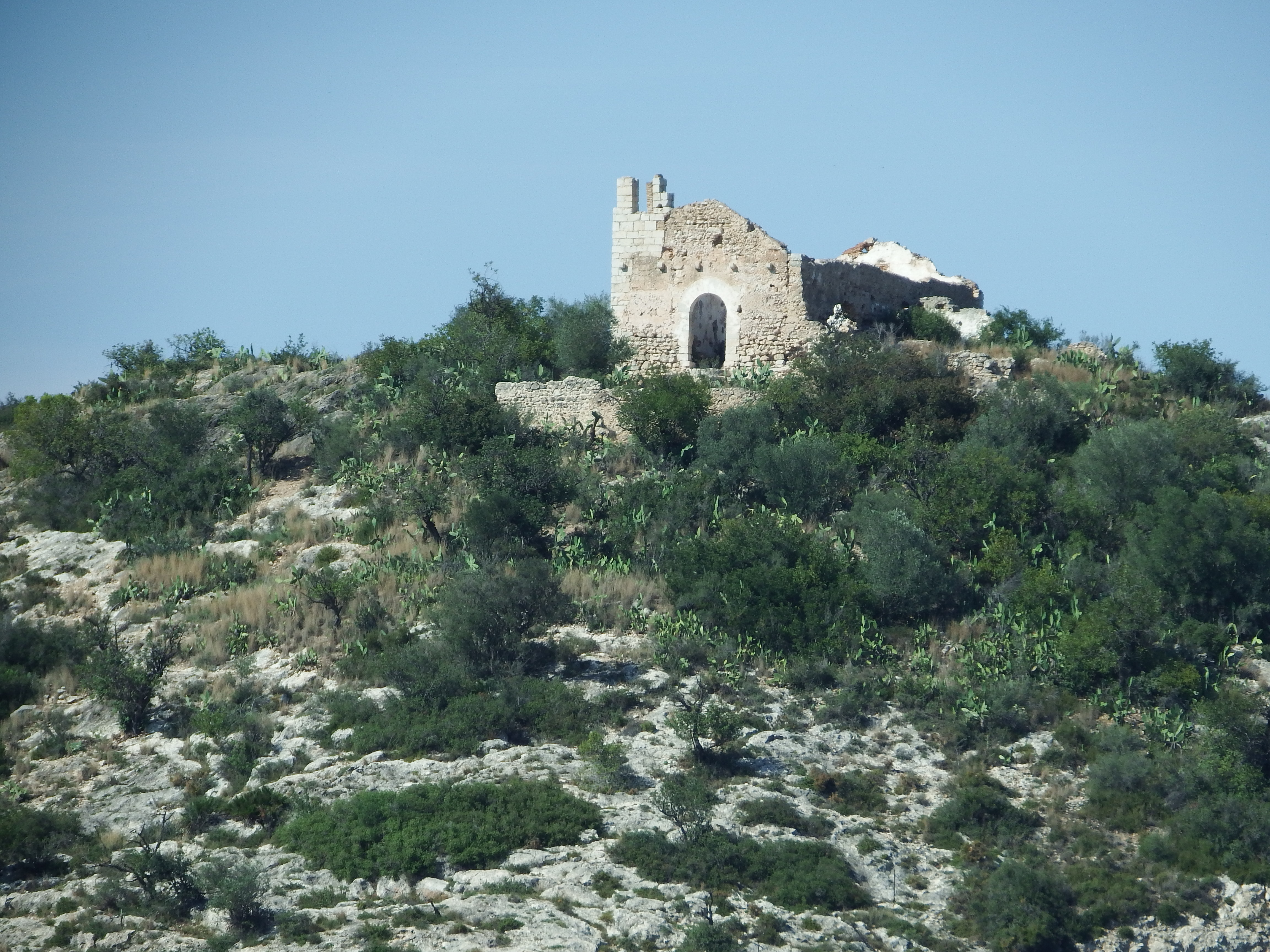
Michaeliskapelle
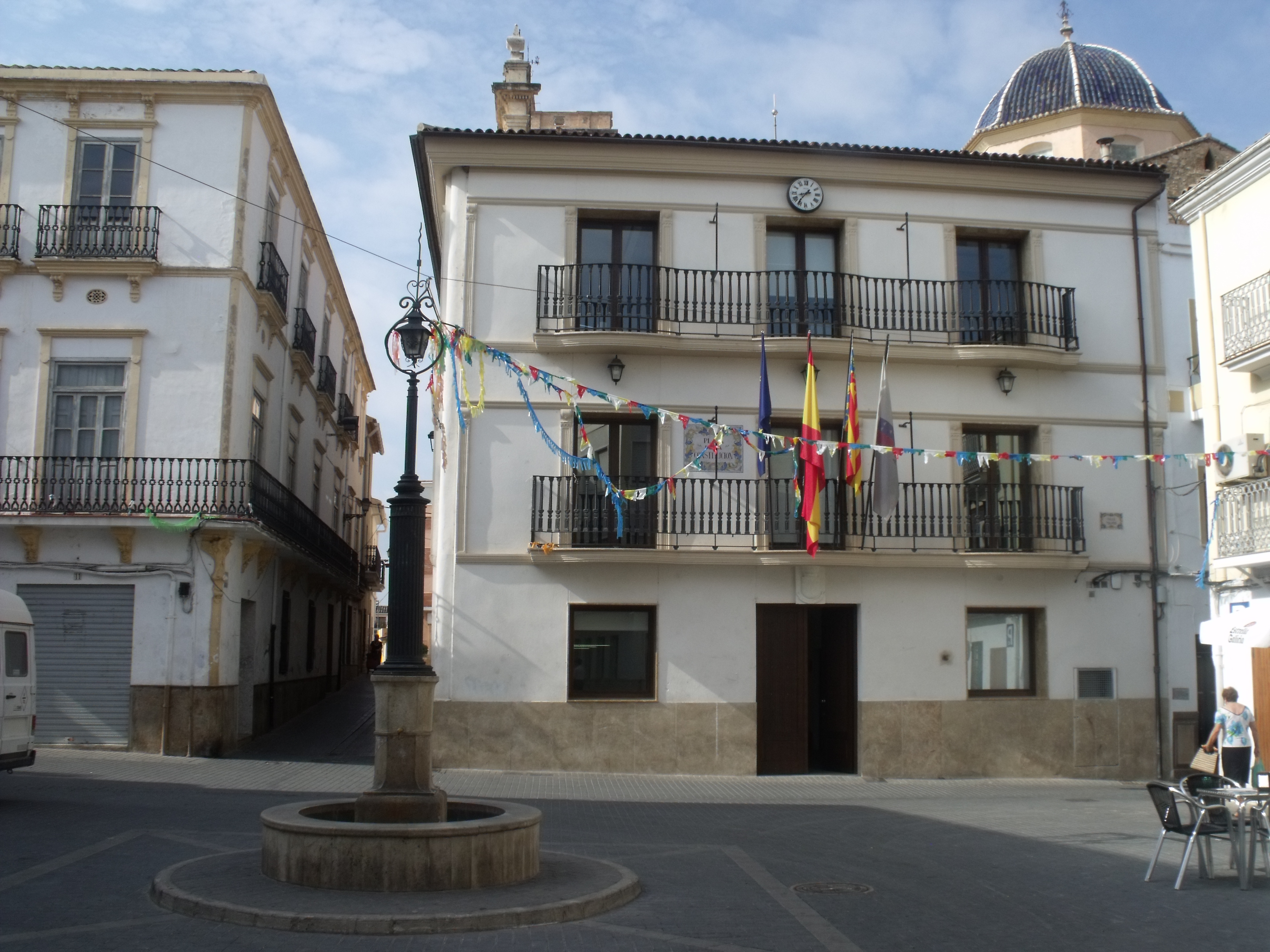
Rathaus

## Persönlichkeiten
- Jacinto María Cervera y Cervera (1827–1897), Bischof von Teneriffa (1882–1885) und von Mallorca (1886–1897)
- Rafael Calduch (* 1952), Jurist und Politiker